# RS-28 Sarmat
L'RS-28 Sarmat (in cirillico: РС-28 Сармат; nome in codice NATO: SS-30 Satan 2), è un missile balistico intercontinentale pesante di fabbricazione russa, sviluppato a partire dal 2011 come sostituto del precedente R-36M, entrato in servizio presso le Forze missilistiche strategiche russe nel settembre 2023.
Progettato per eludere le difese missilistiche avversarie grazie a una fase di salita più breve dei suoi predecessori, è pensato per inserire in zona suborbitale fino a 15 testate nucleari (MIRV) o 24 veicoli ipersonici Avangard (MARV) in grado di colpire obiettivi fino a 18.000 km di distanza dal punto di lancio.

## Storia

### Sviluppo
In risposta allo schieramento dei missili antimissile statunitensi GMD, e dell'avvio da parte del Pentagono del programma Prompt Global Strike (PGS), nel 2009 il Ministero della difesa russo diede l'avvio al programma per la sostituzione del missile balistico intercontinentale R-36 Voevoda. Lo sviluppo del nuovo ordigno fu decretato nel 2010, e il relativo contratto fu firmato dal Makeyev Rocket Design Bureau, di Miass, con l'assistenza del NPO Mashinostroyeniya, e il Ministero della difesa nel 2011.  Secondo le specifiche tecniche il nuovo missile, a propellente liquido, doveva essere in grado di trasportare 10000 kg di carico bellico ad una distanza di 11000 km. I principali progettisti furono gli ingegneri V. G. Degtar e Y. Kaverin.
Nel carico utile potevano essere installate diverse combinazioni di armamento come 10 testate pesanti o 15 più leggere o fino a 24 veicoli ipersonici a corpo portante Avangard, o una combinazione di testate e di contromisure appositamente progettate per sconfiggere i sistemi anti-missile. Secondo i progettisti, per colpire il continente nordamericano, ed invalidarne le difese antimissile, il nuovo ordigno avrebbe impiegato nuove traiettorie di volo. Per garantire la sopravvivenza del sistema d'arma, il tempo di preparazione al lancio previsto è di 1 minuto, riducendo notevolmente la probabilità di essere colpito nel silo da un attacco preventivo nemico lanciato da sommergibili.
Nel febbraio del 2014 il generale Viktor Esin annunciò che lo sviluppo del nuovo sistema d'arma RS-28 Sarmat procedeva regolarmente, e che la distribuzione ai reparti era prevista per l'anno 2020. La costruzione dei prototipi procedette regolarmente, e il primo test sperimentale del propulsore PDU-99 (in alfabeto cirillico ПДУ-99), costruito dalla NPO Energomaš di Chimki, avvenne il 10 agosto 2016, mentre la prima immagine del missile è stata pubblicata nell’ottobre successivo.
Nel dicembre del 2017 è stato effettuato il primo lancio sperimentale del missile, alla presenza del Presidente della Federazione Russa Vladimir Putin, con partenza dal cosmodromo di Pleseck, posto 800 km a nord di Mosca. Il vettore, pesante 100 tonnellate, ha percorso 5.800 km raggiungendo il bersaglio posto nella penisola di Kamchatka, situato al confine con la Corea del Nord.
Secondo il comandante delle forze strategiche russe Col. Gen. Sergei Karakayev, il sistema d'arma RS-28 Sarmat sarà dispiegato presso la 13ª Divisione Missili Bandiera Rossa, la 31ª Armata Missili sulla base aerea di Dombarovskij (oblast' di Orenburg), la 62ª Divisione Missili Bandiera Rossa e la 33ª Armata Missili della Guardia di Užur (territorio di Krasnojarsk), rimpiazzando il precedente R-36M Voevoda (SS-18 Satan) attualmente in servizio.

Immagini della NASA FIRMS dell'incendio del 20 e 21 settembre 2024 a Pleseck

Nel settembre 2024 è fallito il 4° test di collaudo nel Cosmodromo di Pleseck (nordovest della Russia): il missile sarebbe esploso nel silo di lancio provocando danni significativi al sito.

## Caratteristiche
Lo RS-28 Sarmat è un missile tristadio, a propellente liquido, del peso di oltre 200 tonnellate al lancio e con un carico utile di 10. Il raggio d'azione è pari a 18.000 km, con una capacità di carico di 15 testate nucleari da 150 o 300 kT e 40 dispositivi d'inganno (penaid), o 3 veicoli ipersonici a corpo portante Avangard. È stato previsto l'utilizzo di testate non nucleari che, sfruttando l'enorme energia cinetica sviluppata grazie alla velocità ipersonica, verrebbero utilizzate per colpire centri di comando e controllo o portaerei. Il CEP (probabilità di errore circolare) é stimato intorno ai 100 metri. I motori del primo stadio sono i NPO Energomaš PDU-99. Il missile è concepito anche per l'impiego civile come veicolo di lancio per satelliti.

## Impiego operativo
A difesa dei siti di lancio degli RS-28 Sarmat, costituiti dai precedenti silo destinati agli SS-20 Satan aggiornati, è prevista l'installazione del sistema "Mozyr", formato da un insieme di cannoni che sparano una "nuvola" di piccoli proiettili, costituiti da cilindretti di metallo che a una quota di 6 km d'altezza rilasciano 40.000 palline del diametro di 3 cm. Tale sistema servirebbe a fermare i missili da crociera, o quelli balistici, in arrivo. Tale sistema deriva dal precedente sistema S-550 Sambo, studiato negli anni ottanta del XX secolo, ma abbandonato nel 1991.

### Annotazioni
1. ↑  La scelta del costruttore fu considerata insolita perché fino ad allora la Makeev era specializzata in missili lanciati da sommergibili, come lo R-29RMU2 Sineva.
2. ↑  Tra queste traiettorie suborbitali che ridurrebbero notevolmente il tempo di volo, passando anche, grazie alla grande autonomia, sopra il Polo sud.

### Fonti
1. ↑   Global Security Newswire - Russia Reportedly Approves Production of New Liquid-Fueled ICBM, su nti.org, 1º giugno 2014. URL consultato il 17 gennaio 2015.
2. ↑  https://www.armyrecognition.com/army-2019_news_russia_online_show_daily_media_partner/army_2019_russian_army_discloses_rs-28_sarmat_icbm_characteristics.html
3. ↑  Новую тяжелую ракету "Сармат" будут делать в Красноярске Rossijkskaja Gazeta, 2 febbraio 2015.
4. 1 2 3  Ferretti 2018, p. 36.
5. ↑   Redazione di Rainews, Mosca schiera il nuovo missile strategico Sarmat, il più temuto: porta fino a 15 testate nucleari, su RaiNews, 2 settembre 2023. URL consultato l'8 settembre 2023.
6. ↑   Army 2019: Russian army discloses RS-28 Sarmat ICBM characteristics | Army-2019 News Russia Online Show Daily Media Partner | Defence security military exhibition 2019 daily news category, su armyrecognition.com. URL consultato il 3 febbraio 2021.
7. ↑  Перспективная тяжелая МБР РС-28 / ОКР Сармат - SS-X-30 (проект)
8. 1 2 3 4 5 6 7 8  JP4, mensile di Aeronautica e Spazio n.1, gennaio 2017, p. 72.
9. 1 2   Tom Batchelor, Russia testing hypersonic nuclear glider that holds 24 warheads and travels at 7,000mph, su express.co.uk, Express Newspapers, 15 giugno 2016. URL consultato il 3 gennaio 2019.
10. ↑   Russian Top Secret Hypersonic Glider Can Penetrate Any Missile Defense, Sputnik, 11 giugno 2016. URL consultato il 3 gennaio 2019.
11. ↑   SS-30 ?? / R-X-? Sarmat New Heavy ICBM, su globalsecurity.org. URL consultato il 17 gennaio 2015 (archiviato dall'url originale il 5 febbraio 2020).
12. ↑   Russia plans new ICBM to replace Cold War 'Satan' missile, su reuters.com, Reuters, 17 dicembre 2013. URL consultato il 17 gennaio 2015 (archiviato dall'url originale il 18 gennaio 2015).
13. ↑   Russian Program to Build World's Biggest Intercontinental Missile Delayed, The Moscow Times, 26 giugno 2015. URL consultato il 27 giugno 2015.
14. ↑  Начало испытаний новой ракеты «Сармат» отложено, 26 giugno 2015.
15. ↑   Sarmat ICBM to be ready by 2020, su russianforces.org, 25 febbraio 2014. URL consultato il 17 gennaio 2015.
16. ↑  Ракета "Сармат" взлетит в 2016 году, 16 settembre 2015.
17. ↑   Испытания тяжелой стратегической ракеты "Сармат" начнутся в ближайшее время., in Interfax, 10 agosto 2016.
18. ↑   Russia unveils first image of prospective ICBM, in RT, 25 ottobre 2016.
19. 1 2 3  Panorama Difesa n.369, dicembre 2017, p. 7.
20. ↑   В России успешно прошло первое бросковое испытание прототипа ракеты «Сармат», su mk.ru, Moskovskij Komsomolets. URL consultato il 31 dicembre 2017.
21. ↑   Sarmat ejection test, at last, su russianforces.org, Russianforces.org. URL consultato il 29 dicembre 2017.
22. 1 2   Sarmatian ICBM & FOBS Reintroduction, su globalsecurity.org. URL consultato il 6 aprile 2017.
23. 1 2 3  Ferretti 2018, p. 37.
24. ↑   Adnkronos, Russia, il super missile di Putin fa cilecca: il Sarmat fa ancora flop, su Adnkronos, 22 settembre 2024. URL consultato il 23 settembre 2024.
25. ↑  https://www.rbth.com/science-and-tech/334392-new-russian-s550-system

### Periodici
- La Russia testa il missile intercontinentale "Satan 2", in Panorama Difesa, n. 369, Firenze, Ed. A.I. s.r.l., dicembre 2017,  p. 7.
- L'RS-28 Sarmat alias Satan 2, in JP4, mensile di Aeronautica e Spazio, n. 1, Firenze, Ed. A.I. s.r.l., gennaio 2017,  p. 72.
- Riccardo Ferretti, Le nuove armi strategiche della Russia, in Panorama Difesa, n. 374, Firenze, Ed. A.I. srl., maggio 2018,  pp. 38-41.